# Black Beauty (2020)
Black Beauty is een dramafilm uit 2020, geschreven en geregisseerd door Ashley Avis en gebaseerd op de gelijknamige roman uit 1877 van Anna Sewell. De film is een coproductie tussen de Verenigde Staten, het Verenigd Koninkrijk, Zuid-Afrika en Duitsland, met hoofdrollen vertolkt door Mackenzie Foy, Iain Glen en de stem van Kate Winslet als Black Beauty.

## Verhaal
In de film wordt een jong wild paard naar Birtwick Park gebracht, waar het paard een band smeedt met de zeventienjarige Jo Green. Het dier zal het meisje helpen het verlies van haar ouders te boven te komen.

## Rolverdeling
| Acteur           | Personage           |
| ---------------- | ------------------- |
| Kate Winslet     | Black Beauty (stem) |
| Mackenzie Foy    | Jo Green            |
| Iain Glen        | John Manly          |
| Calam Lynch      | George Winthorp     |
| Claire Forlani   | Mrs Winthorp        |
| Fern Deacon      | Georgina Winthorp   |
| Matt Rippy       | Henry Gordon        |
| David Sherwood   | Mr. York            |
| Bjorn Steinbach  | Mario               |
| Patrick Lyster   | Mr Winthorp         |
| Max Raphael      | James               |
| Hakeem Kae-Kazim | Terry               |

## Productie
In mei 2019 werd aangekondigd dat er een nieuwe bewerking van de Anna Sewell-roman in ontwikkeling was, waarbij Ashley Avis de film schreef en regisseerde. Mackenzie Foy en Kate Winslet zouden de hoofdrol spelen in de film. De opnames begonnen in oktober 2019 in Zuid-Afrika en voegde Claire Forlani en Iain Glen zich bij de cast.

## Release
De oorspronkelijke geplande release, kon niet in de bioscoop worden uitgebracht vanwege de negatieve effecten van de COVID-19-pandemie. De film werd uiteindelijk gekocht door Walt Disney Studios Motion Pictures en werd op 27 november 2020 uitgebracht op de streamingdienst Disney+.

## Ontvangst
Op Rotten Tomatoes heeft Black Beauty een waarde van 48% en een gemiddelde score van 5,30/10, gebaseerd op 46 recensies. Op Metacritic heeft de film een gemiddelde score van 52/100, gebaseerd op 12 recensies.